# Lycia lapponaria
Lycia lapponaria is een vlinder uit de familie van de spanners (Geometridae).
De spanwijdte van het mannetje is 26 tot 30 millimeter bij de mannetjes. De grondkleur van de vleugels is grijs, maar de vleugels zijn bijna doorzichtig. De aders zijn zwart. De costa is zwart met bruin. De vrouwtjes hebben vleugelstompjes van zo'n 2 millimeter en kunnen niet vliegen.
De soort gebruikt dwergberk, wilde gagel en struikhei als waardplant. De soort vliegt in een jaarlijkse generatie in het voorjaar. In het zuiden gedurende een periode van enkele dagen in maart of april, in het noorden is de vliegtijd van mei tot halverwege juni. De rups is te vinden tot juli. De pop overwintert.
De soort komt voor in het noorden van het Palearctisch gebied, inclusief Schotland. De habitat is heide en moeras. In Nederland en België komt hij niet voor.